# Groove metal
Groove metal er en heavy metal-undergenre. Genren udviklede sig fra thrash metal samt klassisk metal og hardcore punk. Genren kendetegnes ved at den ofte varierer mellem hurtige thrash-rytmer og mere melodiøse dele for at få en mere fængende og "groovy" stil. Groove metal ligger tæt på metalcore og thrash metal lydmæssigt set, men lægger i forhold til disse mere vægt på rytme og "drive" i sangene.
Groove metal-bands tuner ofte deres guitarer dybt, gerne drop D eller drop C, med udpræget brug af powerakkorder. Lavstemte guitarer giver ofte et mørkere lydbillede og passer godt i groove metal, da det er let at lave tunge og fængende riffs; et kendetegn ved groove metal. Der bruges også ofte dobbelt bastromme, ligesom i andre metalgenrer, og der lægges ofte mere vægt på en rullende og kontinuerlig rytme end i andre genrer.

## Kendte groove metal-bands
Exhorder regnes blandt genrens pionerer, men det var Pantera, som gjorde genren stor og kendt. Blandt andre kendte og vigtige bands er Machine Head, Sepultura, Lamb of God, Fear Factory og Chimaira.